# John Hackett
John Hackett es un compositor y flautista británico, hermano menor del guitarrista Steve Hackett. Aunque su instrumento principal es la flauta, toca también la guitarra, el bajo y los teclados. La obra de Hackett tiene influencias tanto de la música clásica como del rock. Ha tocado con conjuntos como The English Flute Quartet y la Westminster Camerata y colabora a menudo en estudio y en directo con su hermano Steve. Forma también parte del trío de música ambiental Symbiosis.

## Discografía

### conSteve Hackett
- Voyage of the Acolyte (1975)
- Please Don't Touch (1978)
- Spectral Mornings (1979)
- Defector (1980)
- Cured (1981)
- Bay of Kings (1983)
- Momentum (1988)
- Time Lapse (live) (1992)
- The Unauthorised Biography (1992)
- Watcher of the Skies: Genesis Revisited (1996)
- A Midsummer Night’s Dream (1997)
- Darktown (1998)
- Sketches Of Satie (2000)
- Guitare Classique (2002)
- Hungarian Horizons (DVD, 2002)
- Live Archive (2001)
- To Watch The Storms (2003)
- Metamorpheus (2005)
- Wild Orchids (2006)

### Otras colaboraciones
- The Road (Quiet World, 1970)
- The Geese And The Ghost (Anthony Phillips, 1977)
- Tears of the Moon (Symbiosis, 1988; reissued on CD, 2001)
- The Song of the Peach Tree Spring (Symbiosis, 1988)
- Mirage And Reality (Mae McKenna, 1991)
- Touching the Clouds (Symbiosis, 1992)
- Lake of Dreams (Symbiosis, 1994)
- Autumn Days (Symbiosis, 1995)
- Amber and Jade (Symbiosis, 1996)
- Inhaling Green (Nick Magnus, 1999)
- Sea of Light (Symbiosis, 1999)
- Hexameron (Nick Magnus 2004)
- The Comfort Zone (Symbiosis, 2002)
- Dancing in Your Dreams (Symbiosis, 2005)
- JL (Algebra, 2009)
- Children of Another God (Nick Magnus 2010)
- Oddity (Franck Carducci, 2011)

### En solitario
- Velvet Afternoon (2004)
- Checking Out Of London (2005)
- Red Planet Rhythm (2006)
- Prelude to Summer – for Flute & Guitar  (2008) {con Steve Hackett y Chris Glassfield}